# Giambattista Bissone

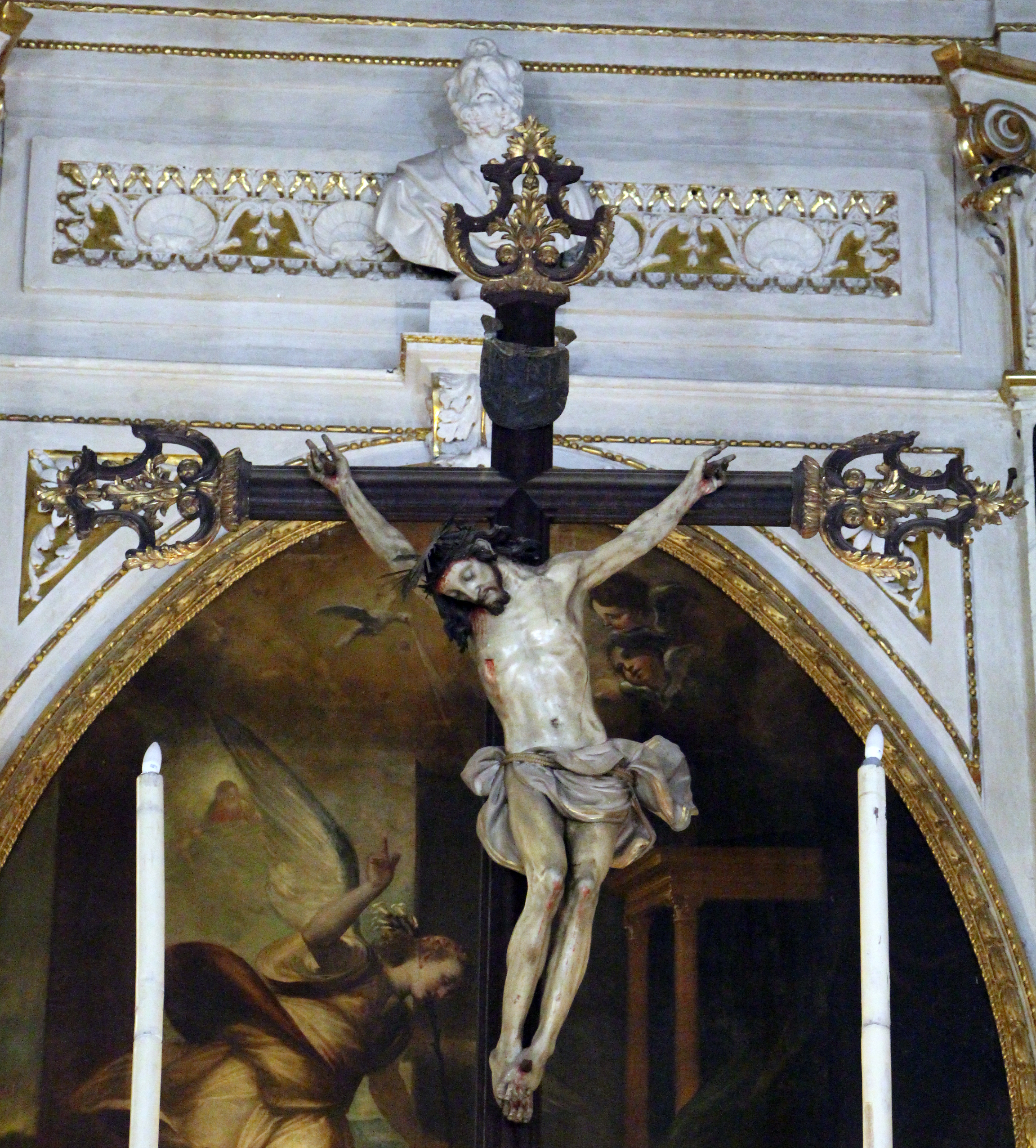
Crocifisso nella Santissima Annunziata di Portoria

Giambattista Bissone, riportato anche con il nome Giovanni Battista ed il cognome Bissoni (Genova, 1597 – Genova, 1657), è stato uno scultore italiano.

## Biografia
Figlio primogenito dello scultore Domenico, di cui fu allievo, e da cui apprese l'arte della scultura lignea e della lavorazione della creta. Si dedicò principalmente alla produzione di crocifissi.
Soleva dipingere, tanto da essere definito dallo storico dell'arte Raffaele Soprani, oltre che scultore, pittore. 
Profondo conoscitore dell'anatomia umana, la sua arte risentì delle influenze di Taddeo Carlone e del pittore fiammingo Anton van Dyck. 
Sue opere sono conservate presso varie chiese genovesi.
Morì nel 1657 a causa dell'epidemia di peste che colpì in quell'anno Genova.